# The Londoner Macao

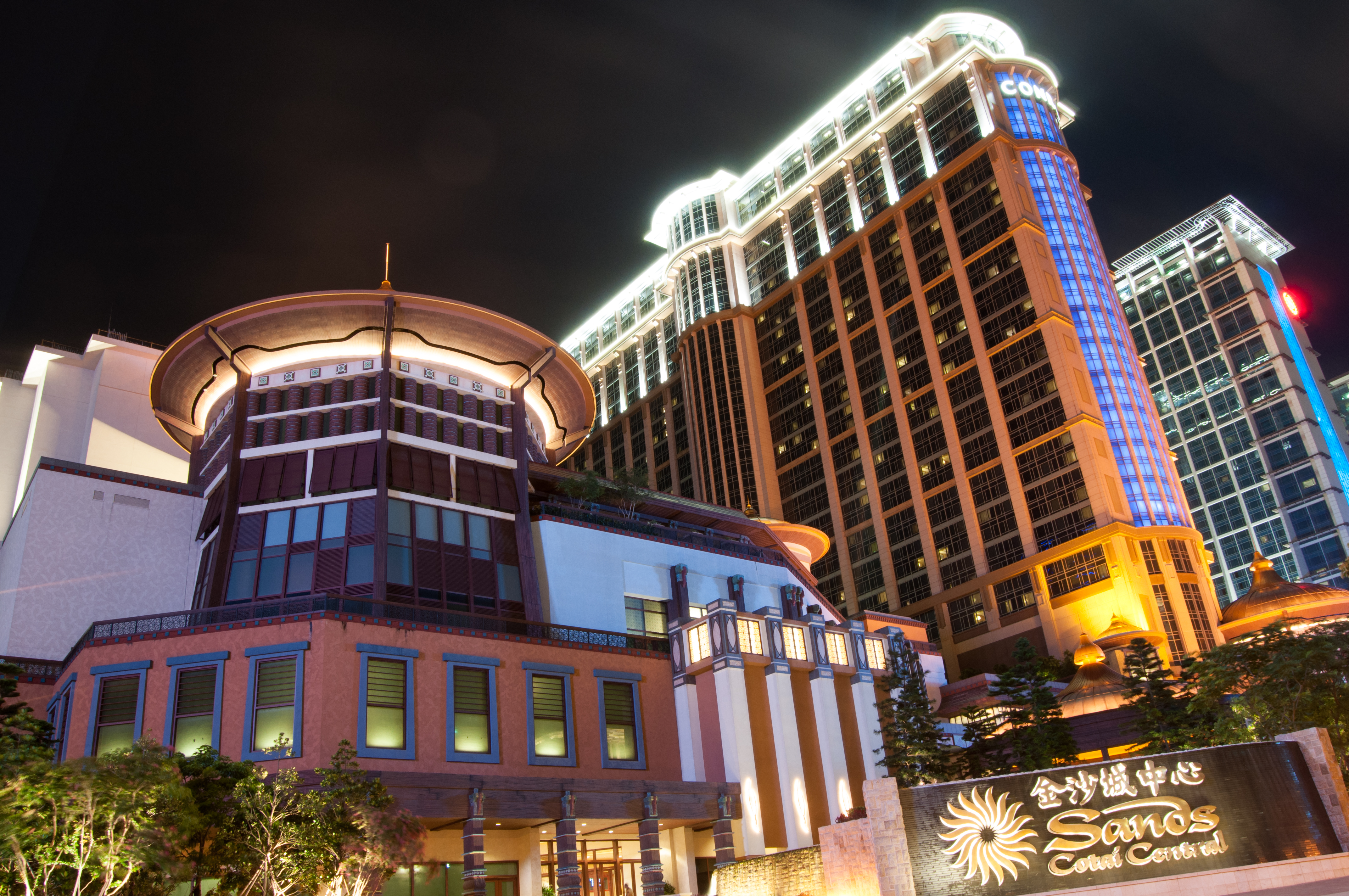
Sands Cotai Central

The Londoner Macao (до 2021 года был известен как Sands Cotai Central, 金沙城中心) — игорно-гостиничный комплекс, расположенный в Макао, в районе Котай. Строительство началось в 2006 году, первая фаза открылась в апреле 2012 года (отели Conrad и Holiday Inn), вторая фаза — в сентябре 2012 года (одна из башен отеля Sheraton), стоимость проекта составила 4 млрд долларов. Девелопером Sands Cotai Central является американская компания Las Vegas Sands. В 2014 году открылся обновлённый торговый центр Shoppes at Cotai Central, вмещающий магазины, рестораны и тематический парк Planet J. Sands Cotai Central занимает восьмое место в списке крупнейших зданий и сооружений мира по площади помещений и третье место в списке крупнейших гостиниц мира по количеству номеров.

## Структура
В состав комплекса входят три отеля с почти 5 800 номерами, более 50 ресторанов и два казино (Himalaya и Pacifica):
- Отель Conrad Macao насчитывает более 600 номеров, а также имеет танцевальный зал, залы для конференций и заседаний, спа-салон, фитнес-центр, бассейн, два ресторана и бар (управляется американской компанией Hilton Hotels & Resorts)[5].
- Отель Holiday Inn Macao насчитывает более 1 200 номеров, а также имеет бар в вестибюле и кафе у бассейна (управляется британской компанией InterContinental Hotels Group)[6][7].
- Отель Sheraton Macao насчитывает почти 3 900 номеров, а также имеет танцевальный зал, клуб, спа-салон, фитнес-центр, три ресторана и бар (управляется американской компанией Starwood Hotels and Resorts Worldwide)[8].
- Торговый центр Shoppes at Cotai Central со 140 магазинами общей площадью 24 000 м² (пешеходными мостами и переходами Shoppes at Cotai Central связан с соседними торговыми центрами Shoppes at Four Seasons и Shoppes at Venetian)[9][10].
- Райские сады с бронзовой статуей бога удачи[11].
- Тематический парк развлечений студии DreamWorks Pictures[12].

Этапы строительства

## Галерея

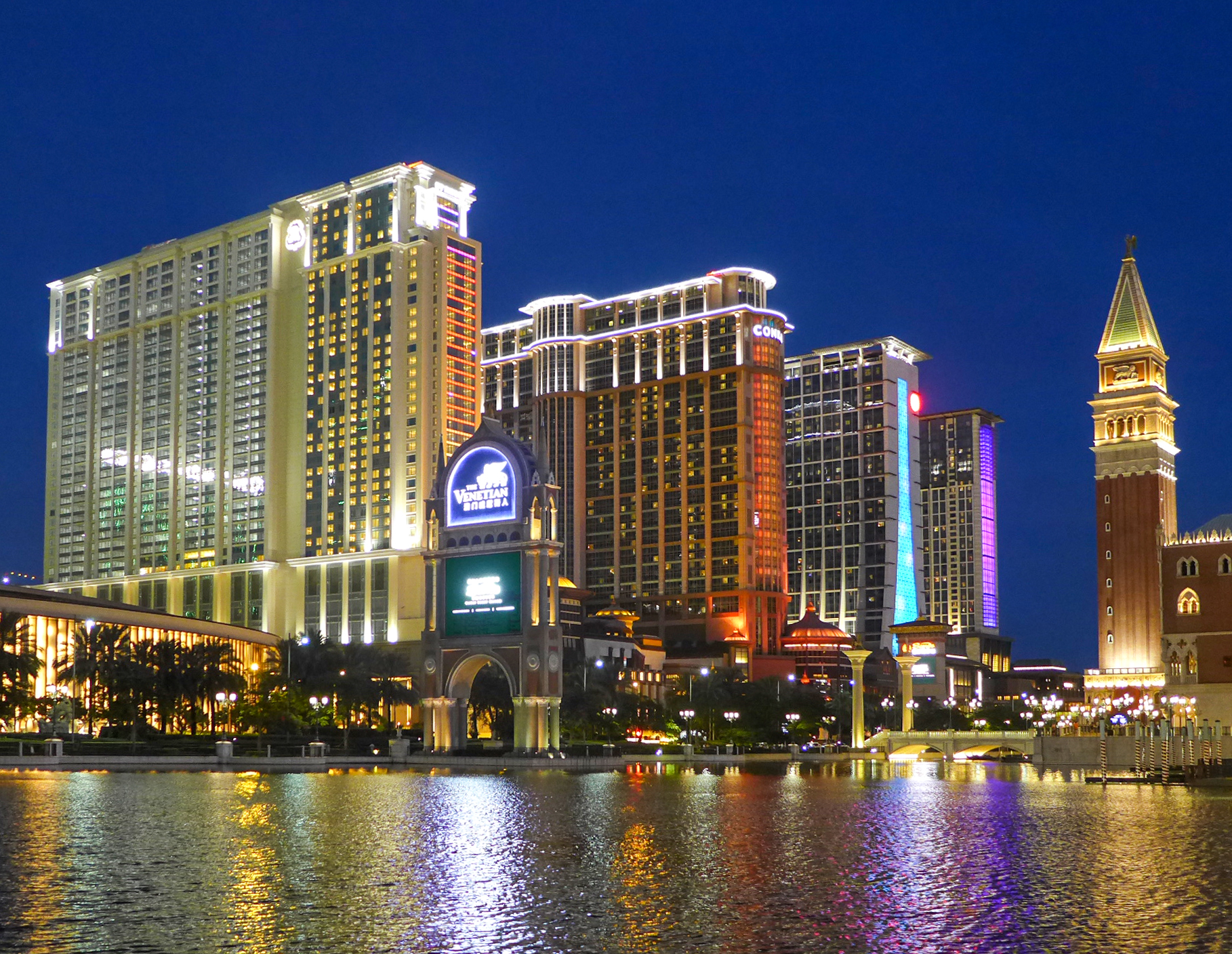
2016
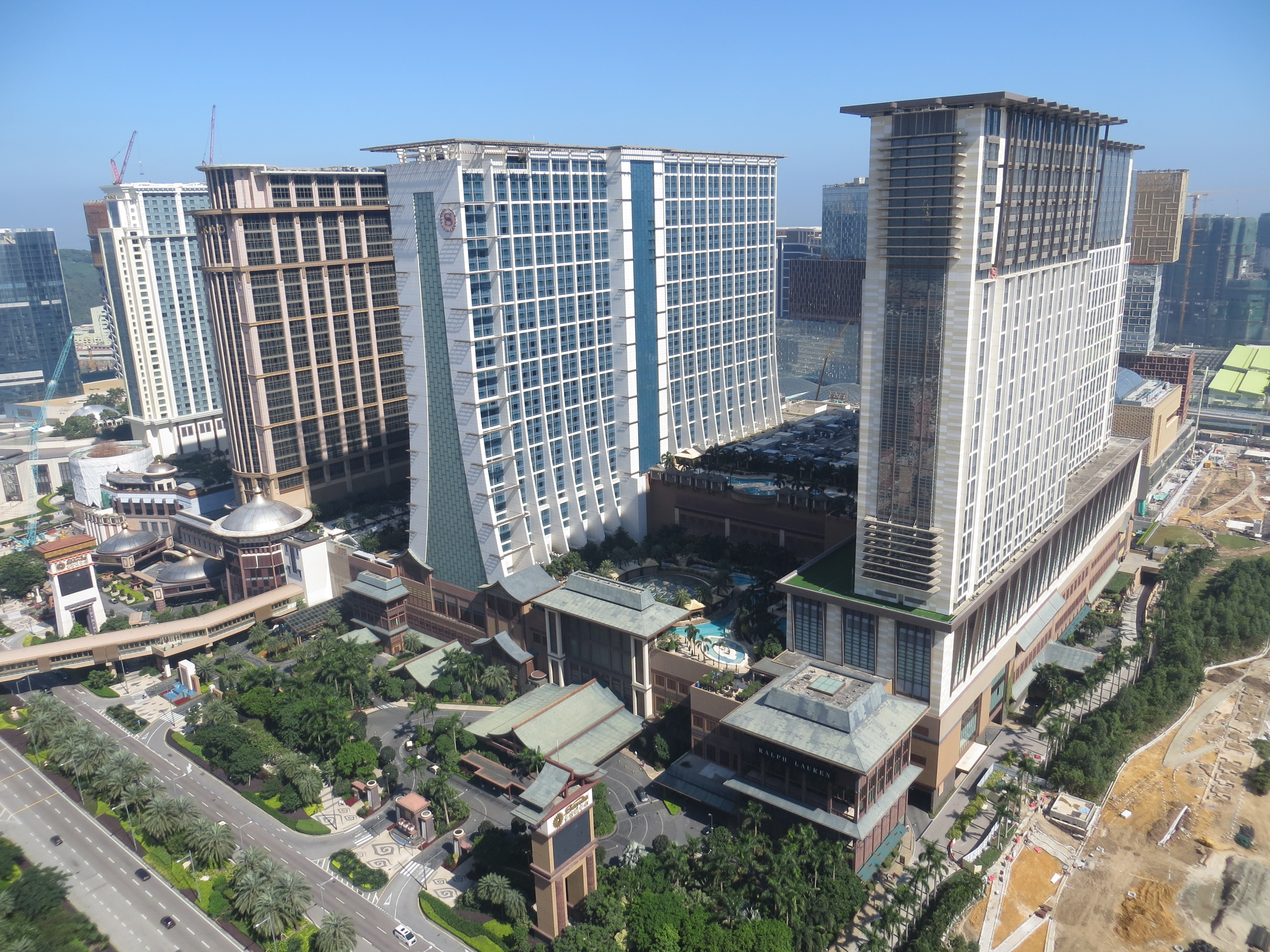
2016